# Baeolophus
Baeolophus là một chi chim trong họ Paridae.

## Hình ảnh

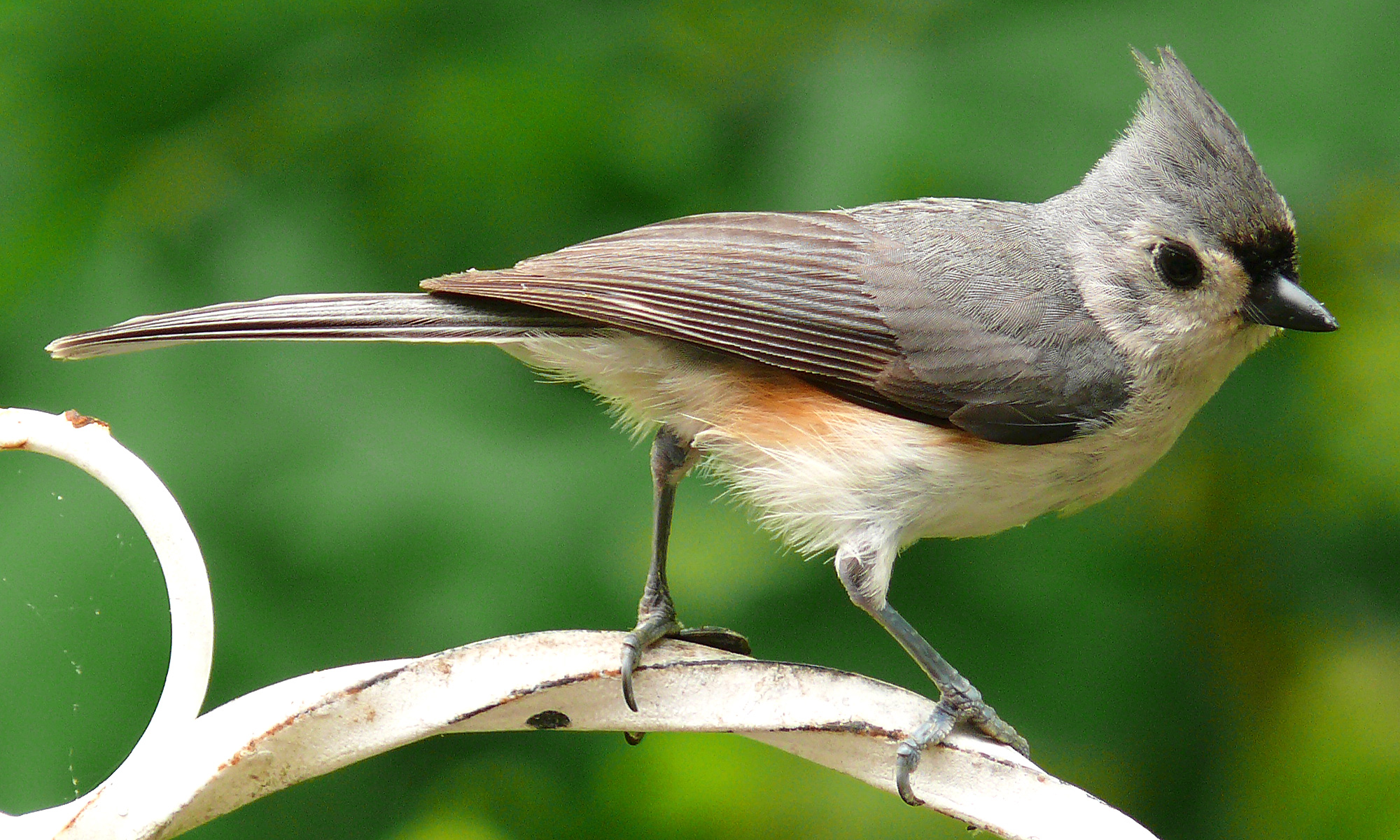
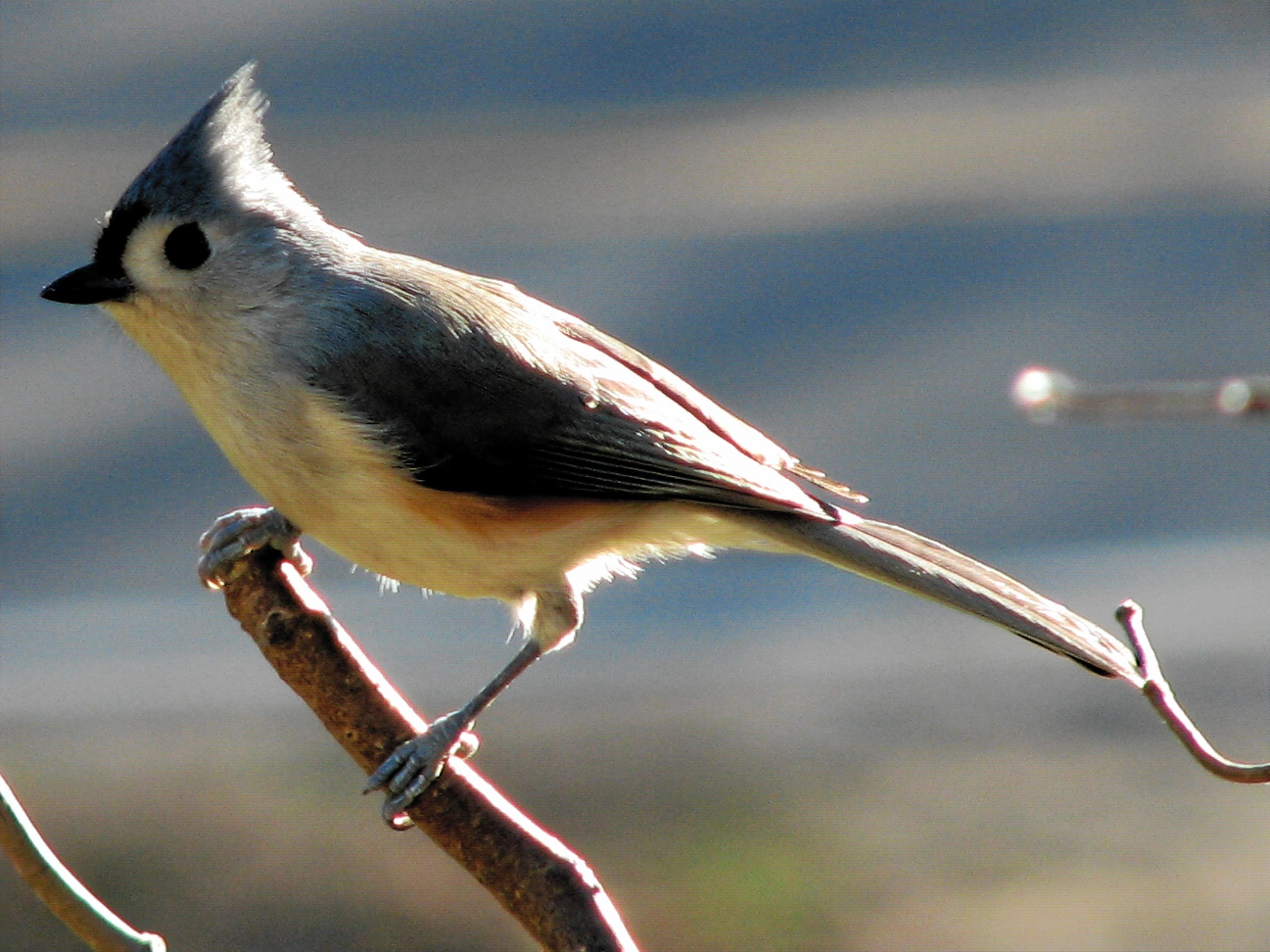
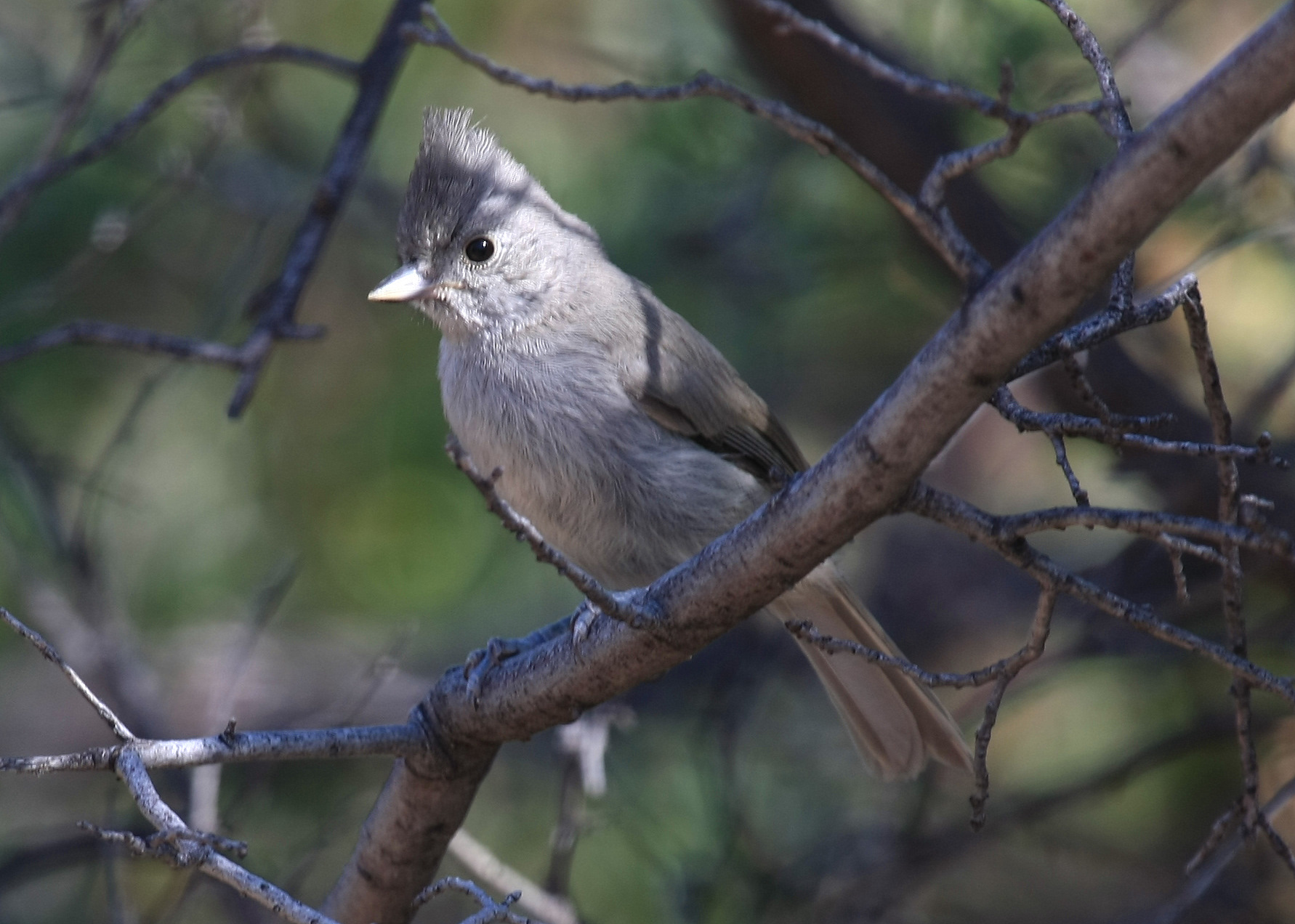
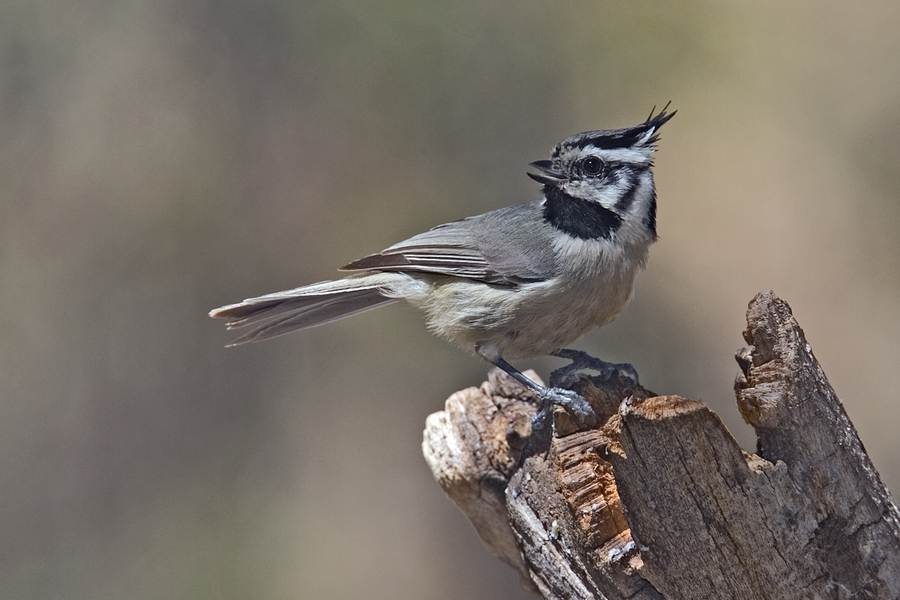